# ГЕС Niángyōng
ГЕС Niángyōng (娘拥水电站) — гідроелектростанція у центральній частині Китаю в провінції Сичуань. Знаходячись перед ГЕС Xiāngchéng, входить до складу каскаду на річці Shuòqū, лівій притоці Dingqu, котра, своєю чергою, є лівою притокою Дзинші (верхня течія Янцзи).
У межах проєкту річку перекрили бетонною греблею висотою 28 метрів та довжиною 79 метрів, яка утримує водосховище з об'ємом 1,2  млн м3 та нормальним рівнем поверхні на позначці 3087 метрів НРМ. Зі сховища ресурс транспортується через прокладений у правобережному гірському масиві  дериваційний тунель довжиною 15,4 км.
Основне обладнання станції складається із трьох турбін типу Френсіс потужністю по 31 МВт, які забезпечують виробництво 435 млн кВт·год електроенергії на рік.